# Демянский, Кирилл Александрович
Кирилл Александрович Демянский (7 мая 1933 — 6 сентября 2012, Санкт-Петербург, Российская Федерация) — советский и российский тренер по мотокроссу, заслуженный тренер СССР.

## Биография
Выступал в соревнованиях по мотоспорту за Ленинградский Дворец Пионеров. Тренировался у заслуженного тренера РСФСР Л. С. Сандлера.
Третий призер первенства ДОСААФ.
- с 1956 г. — тренер, старший тренер Ленинградского дворца пионеров им. А. А. Жданова.
- 1969—1979 гг. — тренер СКА.
- 1970—1979 гг. — тренер сборной СССР по мотокроссу.

Его ученики 32 раза становились чемпионами СССР (России), 30 раз — призерами чемпионатов страны; 8 воспитанников входили в состав сборной СССР.
Подготовил трехкратного чемпиона мира Геннадия Моисеева, чемпионов СССР П. Рулёва, А. Бочкова, С. Опатовича, А. Опатовича, М. Растворцева, А. Синицына, В. Федорова, А. Васин (всего более 20 мастеров спорта).
Председатель тренерского совета Петербурга.
Член исполкома, вице-президент Федерации мотоспорта Петербурга. Неоднократно входил в число лучших тренеров Ленинграда, СССР.
Похоронен на кладбище пос. Репино.
Награждён медалями «За трудовую доблесть» и «За трудовое отличие».